# Gotham (tv-serie)
Gotham er en krimi- og dramaserie fra 2014 som er skabt af Bruno Heller for Fox Broadcasting Company. Serien er en forhistorie før Batman og andre superhelte og superskurke kom på banen, og fokuserer særligt på Detective James Gordon (Ben McKenzie) og en ung Bruce Wayne (David Mazouz). Premieren i USA var 22. september 2014, mens Danmarkspremieren var 25. september.
I USA på netværket FOX, har sæsonerne en, to, tre været vist.
Sæson fire er i gang, og startede 21 September 2017. Den 7. December 2017 har der været 77 afsnit i fire sæsoner.

## Medvirkende
- Ben McKenzie som James Gordon
- David Mazouz som Bruce Wayne
- Sean Pertwee som Alfred Pennyworth
- Robin Lord Taylor som Oswald Cobblepot
- Zabryna Guevara som Sarah Essen
- Erin Richards som Barbara Kean
- Donal Logue som Harvey Bullock
- Jada Pinkett Smith som Fish Mooney
- Camren Bicondova som Selina Kyle
- Cory Michael Smith som Edward Nygma
- Victoria Cartagena som Renee Montoya
- Andrew Stewart Jones som Crispus Allen
- Drew Powell som Butch Gilzean
- Clare Foley som Ivy Pepper